# Quyang
Quyang léase Chi-Yáng (en chino simplificado, 曲阳县; pinyin, Qūyáng xiàn) es un condado bajo la administración directa de la ciudad-prefectura de Baoding. Se ubica en la provincia de Hebei, este de la República Popular China. Su área es de 1064 km² y su población total para 2010 fue más de 500 mil habitantes.

## Administración
El condado de Quyang se divide en 18 pueblos que se administran en 4 poblados y 14 villas.